# Роговий Володимир Абрамович
Володимир Абрамович Роговий (5 лютого 1923, Київ — 20 лютого 1983, Москва) — радянський кінематографіст (директор кінокартин і кінорежисер). Заслужений діяч мистецтв РРФСР (1980).

## Біографія
Закінчив економічний факультет ВДІКу ( 1950 ). Працював директором картин, другим режисером у Марка Донського, Ісидора Анненського, Іллі Фреза та інших відомих режисерів кіностудії імені М. Горького.
У 1966 — 1968 роках  — режисер кіностудії «Білорусьфільм».
З 1968 го — режисер-постановник кіностудії імені М. Горького.

## Нагороди
- 1980 — Заслужений діяч мистецтв РРФСР

## Фільмографія
- 1954  — Анна на шиї (директор картини)
- 1960  — Рижик (директор картини)
- 1962  — Здрастуйте, діти! (другий режисер)
- 1964  — Перший сніг (другий режисер)
- 1965  — Приїжджайте на Байкал (другий режисер)
- 1967 — Тисяча вікон (співрежисер)
- 1968 — Придатний до нестройової
- 1970 — Пригоди жовтої валізки (другий режисер)
- 1971 — Офіцери
- 1973 — Юнга Північного флоту
- 1975 — Городяни
- 1976 — Неповнолітні
- 1978 — Баламут
- 1978 — Близнюки (сюжет в кіножурналі «Єралаш» № 25)
- 1980 — У матросів немає питань
- 1983 — Одружений парубок